# Sigerfjord
Sigerfjord es una localidad de la provincia de Nordland en la región de Nord-Norge, Noruega. A 1 de enero de 2017 tenía una población estimada de 797 habitantes.
Se encuentra ubicada en la costa noroccidental de la península escandinava, cerca del fiordo Ofotfjord.  